# 鳥山町 (太田市)
鳥山町（とりやまちょう）は、群馬県太田市にある地名（町丁）。郵便番号は373-0053。

## 概要
鳥之郷地区にある町丁。

## 地理

### 近隣町丁
- 鶴生田町
- 鳥山下町
- 大島町
- 長手町

## 世帯数と人口
2022年（令和4年）3月31日現在の世帯数と人口は以下の通りである。
| 町丁   | 世帯数 | 人口  |
| ------ | ------ | ----- |
| 鳥山町 | 84世帯 | 166人 |

## 交通

### 鉄道
南部に東武桐生線が通っている。鉄道駅はない。

## 施設
- JA太田市 鳥之郷支所